# 横浜ボートフェア
横浜ボートフェアは横浜ベイサイドマリーナの桟橋で催されるボートショー。2009年は「輸入艇フェア(日本マリンインポーター協会)」とひとつになり、横浜ボートフェア2009として合同開催した。2008年以前は横浜フローティングボートショーまたはフローティングボートショーという名称だった。

## 公式ホームページ一覧
- 2006年 - 2006フローティングボートショー
- 2007年 - 2007横浜フローティングボートショー-TOP- 7回目
- 2008年 - 2008フローティングボートショー-TOP- 8回目
- 2009年 - 横浜ボートフェア2009-TOP- 9回目
- 2010年 - 横浜ボートフェア2010-TOP- 10回目